# Choi Min-su
Choi Min-su (* 1. Mai 1962 in Seoul) ist ein südkoreanischer Schauspieler.

## Leben
Choi Min-su entstammt einer Schauspielerfamilie. Sein Vater Choi Moo-ryong war ein populärer Schauspieler in den 1960er und 1970er Jahren. Seine Mutter Kang Hyo-shil war Film- und Theaterschauspielerin. Seine Großeltern mütterlicherseits waren der Regisseur, Schauspieler und Sänger Kang Hong-shik und die Schauspielerin und Sängerin Jeon Ok. Choi Min-su hat drei Geschwister. Sein Vater heiratete mehrmals. So hat er noch eine weitere Halbschwester aus der zweiten Ehe seines Vaters mit der Schauspielerin Kim Ji-mee und einen Halbbruder und Halbschwester aus dessen dritter Ehe. Seine Tante ist Schauspielerin in Nordkorea. 1994 heirate Choi die kanadisch-koreanische Schönheitskönigin June Elizabeth Kang. Gemeinsam hat das Paar zwei Söhne, Christian (Yu-seong) und Benjamin (Yu-jin).
1985 schloss Choi das Seoul Arts College ab und begann seine Karriere im Theater. Seine erste Filmrolle hatte er 1986 in Sin-ui Adeul (신의 아들 ‚Sohn Gottes‘). Seinen Durchbruch hatte er 1990 in Chung Ji-youngs Film North Korean Partisan In South Korea, für den er zahlreiche Schauspielpreise erhielt. 1992 spielte er in der Komödie Marriage Story die Hauptrolle. Es war der erste Film der südkoreanischen Filmgeschichte der von einem großen Konglomerat finanziert wurde, Samsung Entertainment. 1995 spielte er die Hauptrolle in der Fernsehserie Sandglass, die in Asien zu einem großen Erfolg wurde und als einer der Anfänge der Koreanischen Welle gilt, dem erfolgreichen Kulturexport Südkoreas. In Südkorea hatte die Serie Einschaltquoten von über 60 Prozent. Es folgten weitere Hauptrollen in Deep Water Mission (1999) und Libera Me (2000). Allerdings erlitt seine Karriere eine Rückschlag, als er einen älteren Mann angegriffen hat. Der Mann erhob keine Anklage und so wurde nicht weiter gegen Choi ermittelt, doch in der Öffentlichkeit wurde Chois Verhalten verurteilt. Choi zog sich daraufhin für ein Jahr vom Filmgeschäft in die Berge zurück. Seine Karriere konnte sich von dem Skandal nie vollständig erholen. Allerdings hat er weiterhin größere Rollen in Fernsehserien.

## Filmografie (Auswahl)

### Filme
- 1992: Marriage Story
- 1999: Deep Water Mission – Schlacht der Tiefe (유령 Yuryeong)
- 2001: My Wife Is a Gangster
- 2002: Showdown in Seoul
- 2002: Yesterday
- 2003: Das zerbrochene Schwert
- 2006: State of Violence – Kampf der Gerechtigkeit

### Fernsehserien
- 1995: Sandglass (모래시계)
- 2017: the Liar and his lover
- 2020: Extracurricular